# Ninja Terminator
Ninja Terminator es una película de 1985 escrita y dirigida por Godfrey Ho. Producido por Joseph Lai y Betty Chan, está protagonizado por Richard Harrison, Wong Cheng Li y Philip Ko en papeles principales.

## Argumento
Los miembros de un imperio ninja están en posesión de un objeto de poder compuesto por tres piezas individuales de una escultura ninja que, cuando se combinan, hace que los brazos del propietario sean impermeables a las espadas. Otros ninjas creen que el imperio ninja necesita una reforma y se roban dos de las tres piezas de escultura. El imperio ninja toma represalias con mensajes amenazantes entregados a través de pequeños robots que exigen el retorno de las poderosas piezas. Los súbditos del imperio Ninja forjan múltiples intentos de atacar a los ladrones, pero se frustran rápidamente.

## Reparto
| Actor            | Personaje           |
| ---------------- | ------------------- |
| Richard Harrison | Maestro ninja Harry |
| Wong Cheng Li    | el Tigre            |
| Jonathan Wattis  |                     |
| Maria Francesca  |                     |
| Philip Ko        |                     |
| Jack Lam         | Jaguar Wong         |
| James Chan       |                     |
| Simon Kim        |                     |
| Henry Lee        |                     |
| Keith Mak        |                     |
| Nancy Chan       |                     |
| Gerald Kim       |                     |
| Eric Leung       |                     |
| Andrew Lee       |                     |

## Recepción
En '80s Action Movies on the Cheap, el autor Daniel R. Budnik escribió que la película "tiene una trama sencilla que se activa en una docena de tangentes locos". Jim Vorel, de Paste, lo incluyó en la lista de la revista "Las 100 mejores películas de artes marciales de todos los tiempos" en el número 100, y calificó la película de graciosa a pesar de su incoherencia e ineptitud. Total Film lo incluyó de manera similar en una lista de "8 Awesomely Stupid Movie Fight Scenes", alabando a la película por sus absurdas escenas de lucha.

## En la cultura popular
Grabado el 3 de junio de 2017, un episodio del popular podcast How Did This Get Made? lanzado el 23 de junio de 2017, cuenta con Ninja Terminator.